# コレッテ・ファン・デン・ケーレ
コレッテ・ファン・デン・ケーレ (Colette van den Keere)、あるいは結婚後の姓名であるコレッテ・ホンディウス（Colette Hondius、1568年 - 1629年）は、オランダ人のエングレービング作家で、同じくエングレービング作家であったピーテル・ファン・デン・ケーレの姉。彼女は、親方であった地図製作者のヨドクス・ホンディウスと1587年に結婚し、何年にもわたって家業に従事した。彼女は、夫の死後に、その肖像画をエングレービングで制作したことが知られている。

## 経歴
コレッテ・ファン・デン・ケーレは、1568年ころに、ネーデルラントのヘントに生まれた。父は鋳造作家だったヘンドリック・ファン・デン・ケーレ、別名アンリ・ドゥ・トゥール (Henry du Tour)、母はエリサベト・ファン・エステラエル (Elisabeth van Estelaer) であった。コレットの一家は、1584年から1593年にかけて、イングランドのロンドンにプロテスタント難民として一時的に避難していたが、その後はアムステルダムに戻り、定住した。
コレッテ・ファン・デン・ケーレは、ロンドンにいた1587年4月11日に、ヨドクス・ホンディウスと結婚し、ふたりの間には8人の子どもたちが生まれ、その中にはいずれも地図製作者となった息子たち2人、（父と同名の）ヨドクス・ホンディウス（子）とヘンドリク・ホンディウスがいた。娘たちの中には地図製作者たちと結婚した者もおり、そのひとりはエングレービング作家ヨハンネス・ヤンソニウスに嫁ぎ、彼も後にはホンディウス家の家業に加わった。
ヨドクス・ホンディウスは、1593年にアムステルダムに帰還すると、エングレービングの工房と書店を開業し、さらに地球儀の製造や、大判世界地図を製作する最初の事業を興した。1604年、彼はメルカトルの地図帳の原版を手に入れ、これを補完して、1606年に改めて再出版したため、以降この地図帳は「メルカトル＝ホンディウス地図帳」として知られるようになった。
ヨドクス・ホンディウスは、1612年に死去したため、寡婦となったコレッテがその後何年も彼の地図製作事業を引き継ぐことになったが、最終的には1621年ころに、息子たちヨドクス（子）とヘンリクに経営責任は移譲された。彼女は、夫の死の翌年に、夫を称える肖像画を制作し、その姿をフラマン人の地図製作者ゲラルドゥス・メルカトルとともに描き、16世紀と17世紀の二人の傑出した地図製作者を並置した。このエングレービング作品は、1619年以降のメルカトル＝ホンディウス地図帳のシリーズに印刷され、1623年ころには、アムステルダムで、ヘンリクス・ホンディウスによって出版された。
コレッテ・ファン・デン・ケーレは、1629年12月31日に、アムステルダムで埋葬された。

## 作品

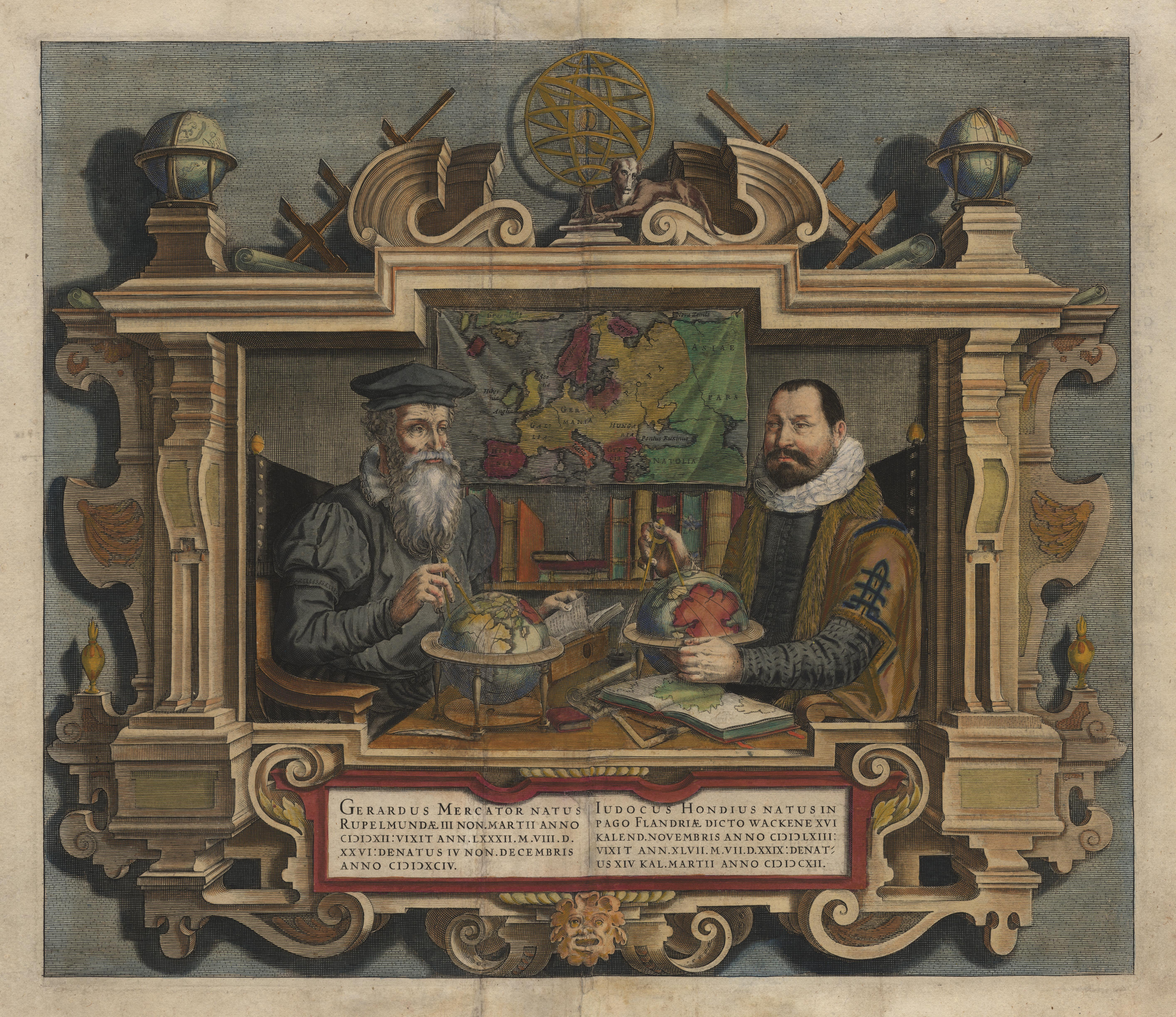
ふたりの地図製作者の肖像、ゲラルドゥス・メルカトルとヨドクス・ホンディウス、コレッテ・ホンディウス（コレッテ・ファン・デン・ケーレ）によるエングレービング。